# Grupo das Nações Unidas para o Desenvolvimento
Grupo das Nações Unidas para o Desenvolvimento (em inglês:  United Nations Development Group - UNDG) é um consórcio de muitas agências das Nações Unidas, criado pelo Secretário Geral das Nações Unidas em 1997 para melhorar a eficácia das atividades de desenvolvimento da ONU a nível nacional.
As suas prioridades estratégicas são responder à revisão trienal das políticas abrangentes (TCPR) e as prioridades globais de desenvolvimento, bem como para garantir que o sistema de desenvolvimento da ONU se torne mais internamente focado e coerente. As prioridades estratégicas do UNDG dão orientação aos esforços de seus membros a nível mundial, regional e nacional para facilitar uma mudança gradual na qualidade e impacto do apoio da ONU a nível nacional. Atualmente, o UNDG é um dos principais atores das Nações Unidas envolvidos no desenvolvimento da Agenda de Desenvolvimento pós-2015.